# Niepiecyno (stacja kolejowa)
Niepiecyno (ros. Непецино) – stacja kolejowa w miejscowości Niepiecyno, w rejonie kołomieńskim, w obwodzie moskiewskim, w Rosji. Położona jest na Wielkim Pierścieniu Kolei Moskiewskiej.